# Збійне
Збійне (словац. Zbojné) — село в Словаччині, Меджилабірському окрузі Пряшівського краю. Розташоване в північно-східній частині Словаччини в Низьких Бескидах в долині ріки Вирава. Офіційно виникло аж у 1960 році об'єднанням Нижнього Збійного (Гуменського Збійного) та Вишнього Збійного (Збудського Збійного).

## Історія
Давнє лемківське село. Передбачається, що село виникло приблизно в 1100 р. поселенням волоських колоністів та що в частині села Гусяше (словац. Husacie) знаходиться прикордонний знак (камінь) Київської Русі. Вперше згадується у 1463 році.

## Пам'ятки
У селі є греко-католицька церква святого Миколая, єпископа з 1788 року в стилі бароко-класицизму.

## Населення
| Рік:            | 1994. | 2004.    | 2014. | 2024.   |
| --------------- | ----- | -------- | ----- | ------- |
| Кількість осіб: | 265   | 200      | 178   | 161     |
| Різниця:        |       | -24,52 % | -11 % | -9,55 % |

| Рік:            | 2023. | 2024.   |
| --------------- | ----- | ------- |
| Кількість осіб: | 159   | 161     |
| Різниця:        |       | +1,25 % |

В селі проживає 187 осіб.
Національний склад населення (за даними останнього перепису населення — 2001 року):
- словаки — 65,42 %
- русини — 27,57 %
- українці — 4,21 %

Склад населення за приналежністю до релігії станом на 2001 рік:
- греко-католики — 85,05 %,
- православні — 5,61 %,
- римо-католики — 4,21 %,
- не вважають себе віруючими або не належать до жодної вищезгаданої церкви — 4,20 %.